# Humberto Tomassina
Humberto Tomassina, teils auch in der Schreibweise Humberto Tomasina geführt, (* 12. September 1898 in Montevideo; † 12. Juni 1981 ebenda) war ein uruguayischer Fußballspieler.

## Verein
Abwehrspieler Tomassina spielte mindestens in den Jahren 1923 und 1924 für Liverpool Montevideo in der Primera División.

## Nationalmannschaft
Tomassina war auch Mitglied der uruguayischen A-Nationalmannschaft. Insgesamt absolvierte er von seinem Debüt am 26. Mai 1924 bis zu seinem letzten Spiel für die Celeste am 19. August 1928 fünf Länderspiele. Einen Treffer erzielte er nicht.
Er nahm mit der Nationalelf an der Südamerikameisterschaft 1923 teil, bei der Uruguay den Titel gewann. Im Verlaufe des Turniers kam er nicht zum Einsatz. Bei den Olympischen Sommerspielen 1924 feierte Tomassina mit dem Kader der Celeste schließlich seinen größten Karriereerfolg. Die Mannschaft wurde Olympiasieger. Tomassina wirkte in zwei Partien mit.

## Erfolge
- Olympiasieger 1924
- Südamerikameister 1923